# شتوکلسدورف
شتوکلسدورف (به آلمانی: Stockelsdorf) یک شهر در آلمان است که در استهلشتاین واقع شده‌است. شتوکلسدورف ۱۶٬۵۱۰ نفر جمعیت دارد.

## خواهرخوانده
شهرهای Le Portel و Okonek خواهرخوانده‌های شتوکلسدورف هستند.